# غليكوزيل

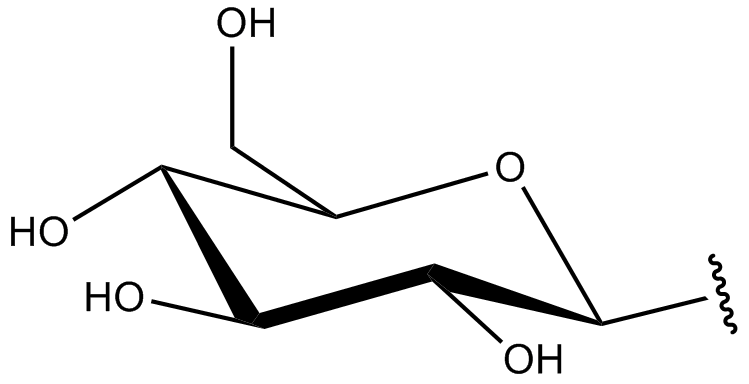
مجموعة D-β-غلوكوبيرانوزيل والتي يُتحصل عليها من إزالة مجموعة الهيدروكسيل شبه الأسيتالية من D-β-غلوكوبيرانوز.

مجموعة الغليكوزيل (بالإنجليزية: glycosyl group)‏ هي جذر حر أحادي التكافؤ أو بنية مستبدل يُتحصل عليها عن طريق إزالة مجموعة هيدروكسيل شبه أسيتالية من الهيئة الحلقية للسكريات الأحادية، وبالتالي من قليلات السكاريد البسيطة. يتفاعل الغليكوزيل كذلك مع الأحماض غير العضوية مثل حمض الفوسفوريك ، ويشكل إسترا مثل غلوكوز 1-فوسفات.

## أمثلة
ترتبط مجموعات الغليكوزيل في السليولوز معا كوحدات 4،1-D-β-غليكوزيل لتشكل سلاسلا من (4،1-D-β-غليكوزيل)ن. من الأمثلة الأخرى: الربيتيل في 7،6-ثنائي ميثيل-8-ربيتيل لومازين، والأمينات الغليكوزيلية.

## مجموعات مستبدل أخرى

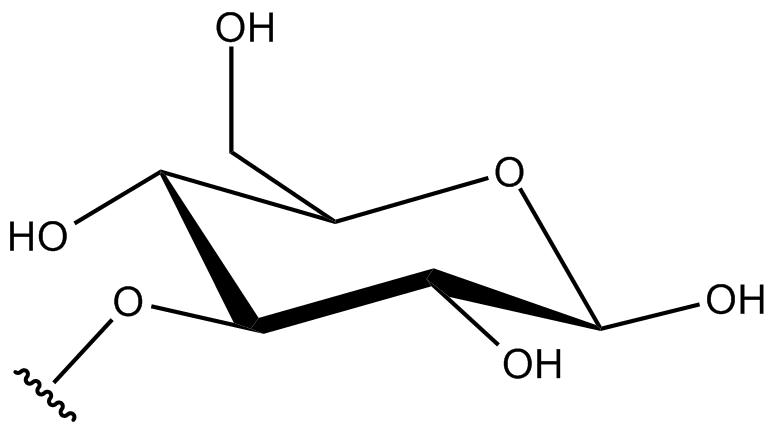
مجموعة D-β-غلوكوبيرانوزيل-3-O-يل والتي يُتحصل عليها من إزالة هيدروجين من هيدروكسيل ذرة الكربون 3 لـD-β-غلوكوبيرانوز.

بدلاً من مجموعة الهيدروكسيل شبه أسيتالية، يمكن إزالة ذرة هيدروجين لتكوين مستبدل، على سبيل المثال الهيدروجين الخاص بهيدروكسيل ذرة الكربون 3 لجزيء الغلوكوز. يسمى المستبدل حينها D-β-غلوكوبيرانوزيل-3-O-يل كما يظهر في اسم عقار ميفامورتيد [الإنجليزية].
كان الاكتشاف الحديث لـAu3+ في الكائنات الحية ممكنا من خلال استخدام C-غليكوزيل بيرين، حيث استُخدمت ميزات نفاذيته لغشاء الخلية وفلوريته لاكشاف Au3+.‏